# 古稀
古稀也称“古稀之年”，是東亞的一种年龄概念，即满70岁。該詞取自於唐朝詩人杜甫的作品《曲江》：“酒债寻常行处有，人生七十古来稀”。傳統上儘管還曆必須在61歲以後才會使用，然而「古稀」一詞往往在69歲時即可以此稱呼。